# Ctenomys leucodon
Ctenomys leucodon е вид бозайник от семейство тукотукови (Ctenomyidae).

## Разпространение
Видът е разпространен в Боливия и Перу.